# Crisia delicatula
Crisia delicatula är en mossdjursart som beskrevs av Canu och Bassler 1929. Crisia delicatula ingår i släktet Crisia och familjen Crisiidae. Inga underarter finns listade i Catalogue of Life.